# Merklín (Dél-plzeňi járás)
Merklín település Csehországban, a Dél-plzeňi járásban. Merklín Buková, Přestavlky, Otěšice, Staňkov, Holýšov, Soběkury, Ptenín és Zemětice településekkel határos. Lakosainak száma 1194 fő (2024. január 1.).

## Népesség
A település lakosságának változását az alábbi diagram mutatja:
| Lakosok száma | 1729 | 2056 | 2205 | 1306 | 1064 | 1021 | 1188 | 1191 | 1159 | 1194 |
|               | 1869 | 1890 | 1921 | 1950 | 1980 | 2001 | 2017 | 2019 | 2022 | 2024 |